# 西特拉

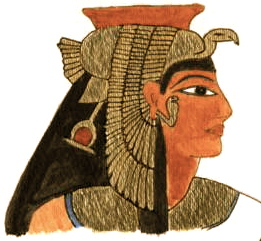
新王国时期的一位王后

西特拉（英文音譯：／）是拉美西斯一世的“大王后”，塞提一世的母后，拉美西斯二世的王祖母，其名的意思是“拉的女儿”。其生于阿拜多斯的塞提神庙，埋葬于王后谷的西特拉陵，西特拉并非王室血统，一个在塔尼斯出土的石碑显示塞提一世是“帕拉美斯苏”（拉美西斯一世未登基时的本名）与西特拉的儿子。